# Étricourt-Manancourt
Étricourt-Manancourt é uma comuna francesa na região administrativa de Altos da França, no departamento de Somme. Estende-se por uma área de 11.02 km². Em 2010 a comuna tinha 535 habitantes (densidade: 48,5 hab./km²).